# 超新星宇宙論計画
超新星宇宙論計画（ちょうしんせいうちゅうろんけいかく、英語: Supernova Cosmology Project）とは、Ia型超新星の赤方偏移を用いて、宇宙の加速膨張を発見し、また正数となる宇宙定数の値を決定した二つの研究プロジェクトのうちの一つである。この発見は"1998年のブレークスルー"として サイエンス誌に紹介された。
計画はローレンス・バークレー国立研究所を拠点として行われた。チームはソール・パールマッターが率いた。
本研究の成果によりパールマッターは、同様の研究をしたハイゼット超新星探索チーム(High-z Supernova Search Team)を率いたブライアン・P・シュミット, アダム・リースらと共同で2011年のノーベル物理学賞を受賞した。